# Eduardo Morandé
Eduardo Rafael Morandé Montt (31 de enero de 1958) es un economista y empresario chileno, ex gerente general de la Compañía General de Electricidad.

## Primeros años de vida
Nacido del matrimonio conformado por el agricultor de Melipilla Eduardo Ignacio Morandé Fernández y Carmen Montt Luco, se formó en el Saint George's College y el Colegio Tabancura de la capital.
Entre 1976 y 1980 cursó la carrera de ingeniería comercial en la Universidad de Chile. Tras un breve paso por el Banco del Trabajo, partió a España, donde alcanzó el grado de máster en economía y dirección de empresas en el IESE de la Universidad de Navarra.

## Vida pública
En la primera mitad de los años '80 laboró como ejecutivo de la banca corporativa del Banco Morgan Finansa, pasando luego al Banco de A.Edwards, entidad que dejó en 1989 cuando ejercía como gerente de la banca de personas.
Ese mismo año se incorporó a Gasco. En representación de esta empresa le tocó integrar, en 1994, el equipo que lideró el proyecto de interconexión gasífera de su país con Argentina, iniciativa que significó la creación, entre otras firmas, de Metrogas, de la cual fue nombrado su primer gerente general.
Encabezó la firma en el periodo en que se convirtió en la principal distribuidora de gas natural de Chile, así como durante el colapso del modelo de importación producto de la crisis de suministro del hidrocarburo argentino.
A fines de 2011 fue anunciada su designación en la gerencia general de la Compañía General de Electricidad, matriz de Gasco, cargo que dejó en 2015.